# 白地里

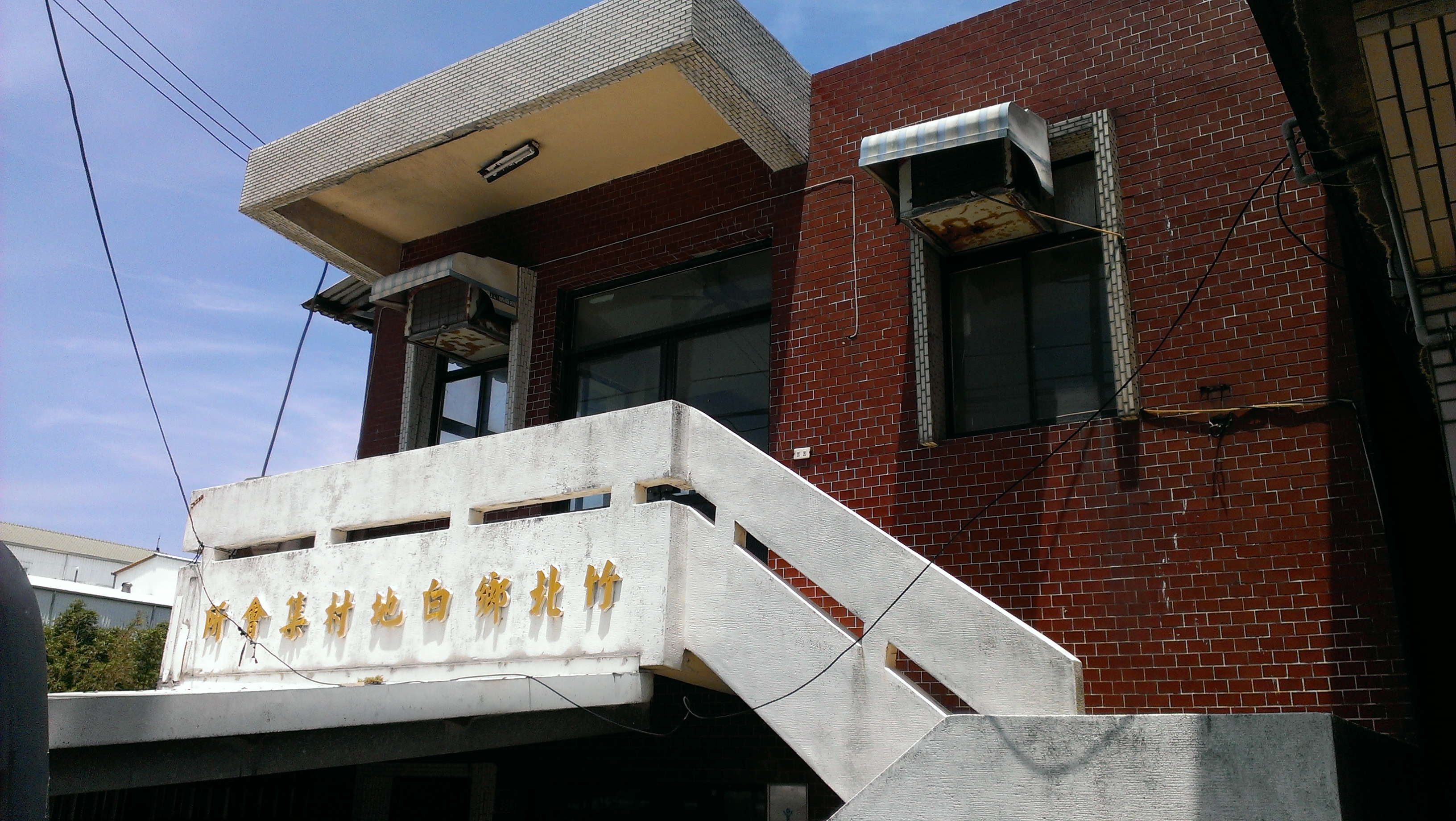
台灣新竹縣竹北市白地里集會所

白地里，位於臺灣新竹縣竹北市轄下的一里。舊稱白地粉，共有800戶，人口數2,458人。

## 地名歷史
白地里古名叫白地粉；居民於清朝年間由福建閩南地區移民來台，聚居於現今鳳山溪畔南岸，先民移民開墾前，當地為荒蕪之砂丘地，土質屬灰白砂質粉，開墾後為一片平坦之農地，每年東北季風或颱風時期，風沙飛滿村庄各角落呈現灰白景象，故取名為白地粉。

## 寺廟

### 村廟與祭祀圈
- 劦聖宮[6]

### 土地廟
- 白境福地
- 五福地
- 長福宮
- 新福宮
- 新莊福地

## 外部連結
- 新竹縣竹北市公所 （页面存档备份，存于）